# Savi di Terraferma
I Savii o Savi di Terraferma  erano alti magistrati della Repubblica di Venezia incaricati della supervisione dei possedimenti di terraferma della Repubblica (Domini di Terraferma ).
Tale istituto fu istituito nel 1420 in seguito dell'espansione della Repubblica nel Veneto e Lombardia e in seguito ai contrasti derivanti dai confronti militari con il Ducato di Milano per l'egemonia nel nord Italia. 

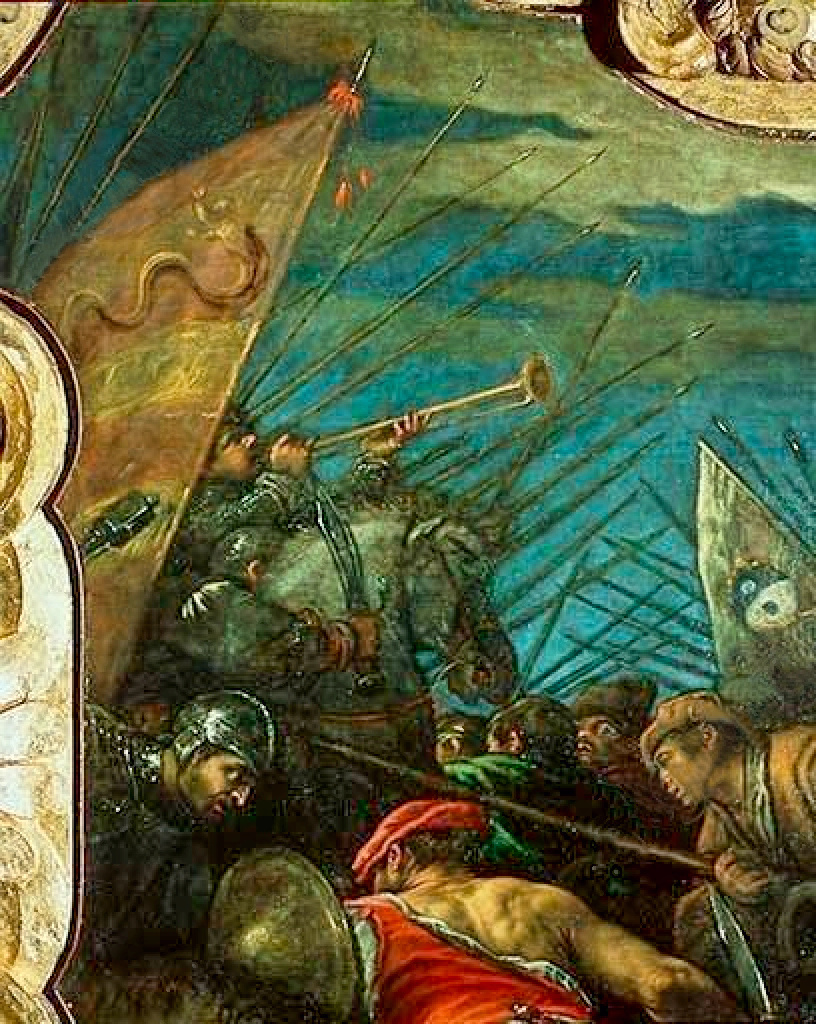
Vittoria Veneziana nella Battaglia di Maclodio - Palazzo Ducale Venezia

I Savi erano cinque e partecipavano anche alle riunioni del Pien Collegio.
Come per altre magistrature superiori di Venezia, furono successivamente imposti dei limiti all'eleggibilità alla carica: i membri venivano eletti dal Senato veneziano, avevano un mandato di sei mesi non rinnovabile per tre mesi successivi. Inoltre per garantire continuità, le nomine dell'ufficio dei Savi di Terraferma vennero scaglionate: tre membri entravano in carica il 1º ottobre, due il 1º gennaio, tre il 1º aprile e due il 1º luglio.